# جایزه بزرگ سینمای برزیل
جایزه بزرگ سینمای برزیل (پرتغالی: Grande Prêmio do Cinema Brasileiro) مشهور به «گرانجی اوتلو» نام یک جایزهٔ سینمایی در کشور برزیل است. در دسامبر ۲۰۲۳، این جایزه رسماً از بیست و سومین دوره خود به بعد، به پاس ادای احترام به گرانجی اوتلو، به «جایزه گرانجی اوتلو» تغییر نام داد.
این جایزه نخستین بار، در سال ۲۰۰۰ میلادی توسط «وزارت فرهنگ برزیل» بنیان نهاده شد؛ اما از سال ۲۰۰۲ میلادی، «فرهنگستان فیلم برزیل» متولیِ اجرا و اعطای آن گردید.  این جایزه در طول برگزاری خود اسپانسرهای گوناگونی داشته است.